# Gordon Falls
Die Gordon Falls sind ein Wasserfall bislang nicht ermittelter Fallhöhe im Westland District in der Region West Coast auf der Südinsel Neuseelands. Er liegt stromabwärts der White Rose Falls im Lauf des Tui Creek an der Ostflanke des 2079 m hohen McGloin Peak in der Bare Rocky Range der Neuseeländischen Alpen.